# Farewell My Summer Love
Farewell My Summer Love је компилација неиздатог материјала америчког певача Мајкла Џексона у периоду од јануара до септембра 1973. године. Албум је издала издавачка кућа Motown 15. маја 1984. године.

## Песме
1. "Don't Let It Get You Down" (Larson/Marcellino/Richards)
2. "You've Really Got a Hold On Me" (Robinson/White/Rogers)
3. "Melodie" (Larson/Marcellino/Richards)
4. "Touch The One You Love" (Wayne/Clinton)
5. "Girl You're So Together" (St. Lewis)
6. "Farewell My Summer Love" (St. Lewis)
7. "Call On Me" (Mizell/Mizell)
8. "Here I Am (Come and Take Me)" (Green/Hodges)
9. "To Make My Father Proud" (Crewe/Weiss)